# Ian Tattersall
Ian Tattersall (Regno Unito, 1945) è un antropologo inglese naturalizzato statunitense, dal 1971 al 2010 curatore della divisione di Antropologia dell'American Museum of Natural History di New York, e autore di molti libri e articoli.
Tattersall è cresciuto in Africa orientale. Ha studiato presso l'Università di Cambridge Archeologia e Antropologia, e poi presso l'Università di Yale geologia e paleontologia dei vertebrati. Nel 1971 ha conseguito il dottorato a Yale. Ha lavorato come docente presso la New School for Social Research e presso la City University di New York, proseguendo la carriera nell'insegnamento come professore alla Columbia University e alla City University di New York. Fondatore della Hall of Human Biology and Evolution dell'American Museum, i suoi studi sul campo si sono svolti in Madagascar, Comore, Mauritius, Borneo, Nigeria, Niger, Sudan, Yemen, Vietnam, Suriname, Guyana francese, Réunion e Stati Uniti.
Il suo recente Becoming Human ha vinto il prestigioso premio W. W. Howells dell'American Anthropologican Association.
Il suo lavoro di ricerca principale è, da un lato sui primati del Madagascar, dall'altro, sulla documentazione fossile umana.

## Pubblicazioni
- The Monkey in the Mirror: Essays on the Science of What Makes Us Human. Harvest Books, 2003, ISBN 0-156-02706-2
- Paleoanthropology: The Last Half-Century Evolutionary Anthropology 9, no. 1 (2000): 2-16.
- Extinct Humans. I. Tattersall & J. Schwartz. Boulder, Colorado: Westview Press, 2000.
- The Human Chin Revisited: What Is It and Who Has It? Journal of Human Evolution 38 (2000): 367-409.
- Hominids and Hybrids: The Place of Neanderthals in Human Evolution. I. Tattersall & J. Schwartz, Proceedings of the National Academy of Science, U.S.A. 96 (1999): 7117-7119.
- Becoming Human: Evolution and Human Uniqueness. New York: Harcourt Brace, 1998.
- The Last Neanderthal: The Rise, Success, and Mysterious Extinction of Our Closest Human Relative. New York: Macmillan, 1995 (ristampato da Westview Press, 1999).
- The Fossil Trail: How We Know What We Think We Know About Human Evolution. New York: Oxford University Press, 1995.
- Il mondo prima della storia	.Dagli inizi al 4000 a.C.,Raffaello Cortina Editore, 2009, ISBN 	9788860302724 .